# Пінон червоноокий
Пі́нон червоноокий (Ducula pinon) — вид голубоподібних птахів родини голубових (Columbidae). Мешкає на Новій Гвінеї та на сусідніх островах.

## Опис
Довжина птаха становить 44-48 см. Виду не притаманний статевий диморфізм. Обличчя і верхня частина голови світло-сірі, решта голови рожева. Шия, груди і верхня частина тіла темно-сірі, спина і надхвістя мають сріблясто-сірий відтінок. Крила темно-сірі, покривні пера крил мають світлі края. Живіт рудувато-коричневий, нижні покривні пера хвоста рудувато-каштанові. Навколо очей широкі кільця з червоної голої шкіри. Дзьоб великий, міцний. Лапи червоні.

## Підвиди
Виділяють три підвиди:
- D. p. pinon (Gaimard, 1823) — острови Раджа-Ампат, Ару, півострів Чендравасіх, південь Нової Гвінеї і північне узбережжя південно-східної Нової Гвінеї;
- D. p. jobiensis (Schlegel, 1871) — острів Япен, північ Нової Гвінеї, острови Манам[en], Багабаг[en] і Каркар;
- D. p. salvadorii (Tristram, 1882) — острови Д'Антркасто і архіпелаг Луїзіада.

## Поширення і екологія
Червоноокі пінони живуть у вологих рівнинних тропічних лісах. Зустрічаються поодинці, парами або невеликими зграйками, на висоті до 900 м над рівнем моря. Живляться плодами, зокрема плодами фікусів. Сезон розмноження триває з травня по лютий, гніздо являє собою платформу з гілочок, розміщується на дереві, на висоті від 11 до 18 м над землею. В кладці 1 яйце.